# Federal Motor Truck Company

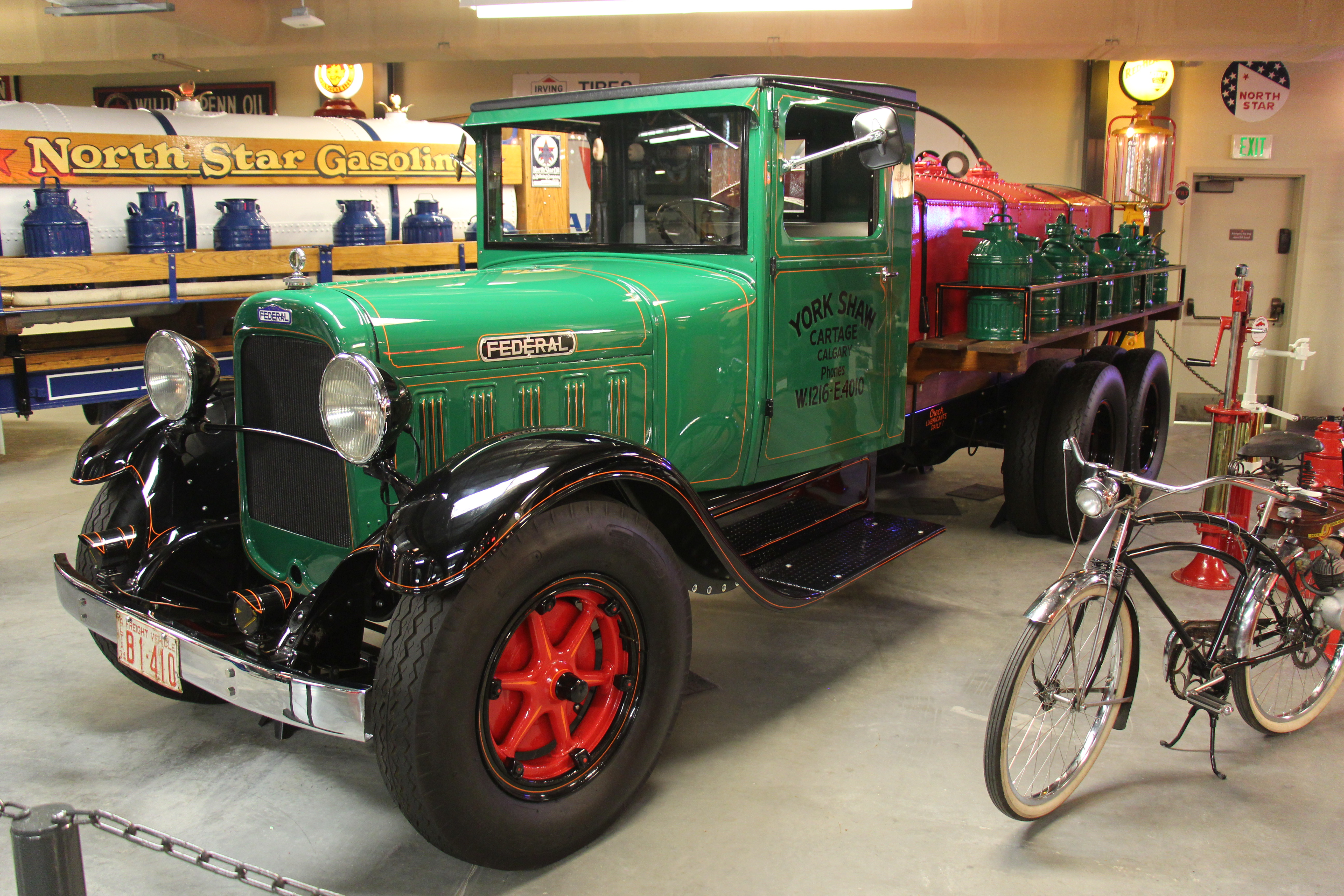
Lkw von 1932

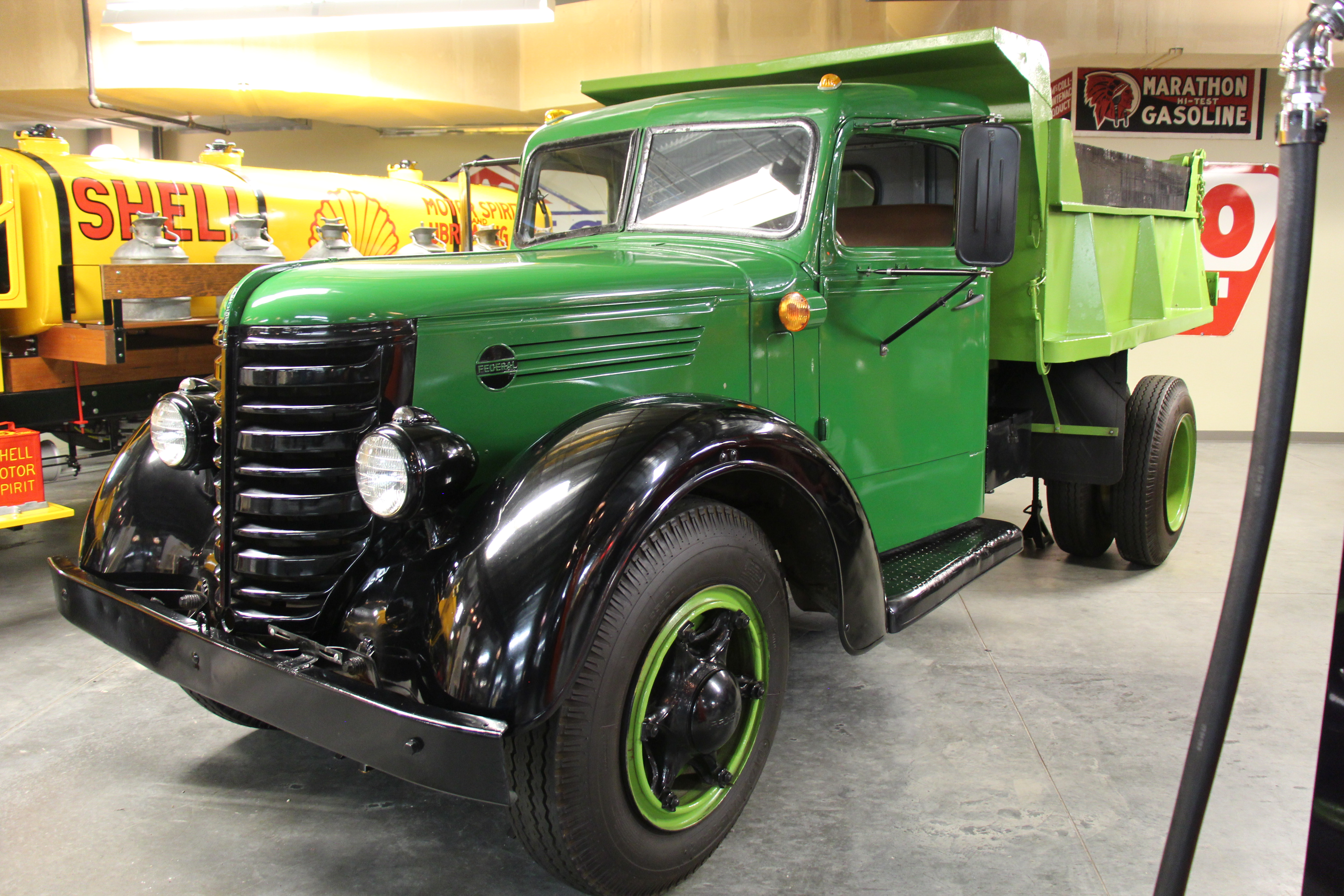
Lkw von 1945

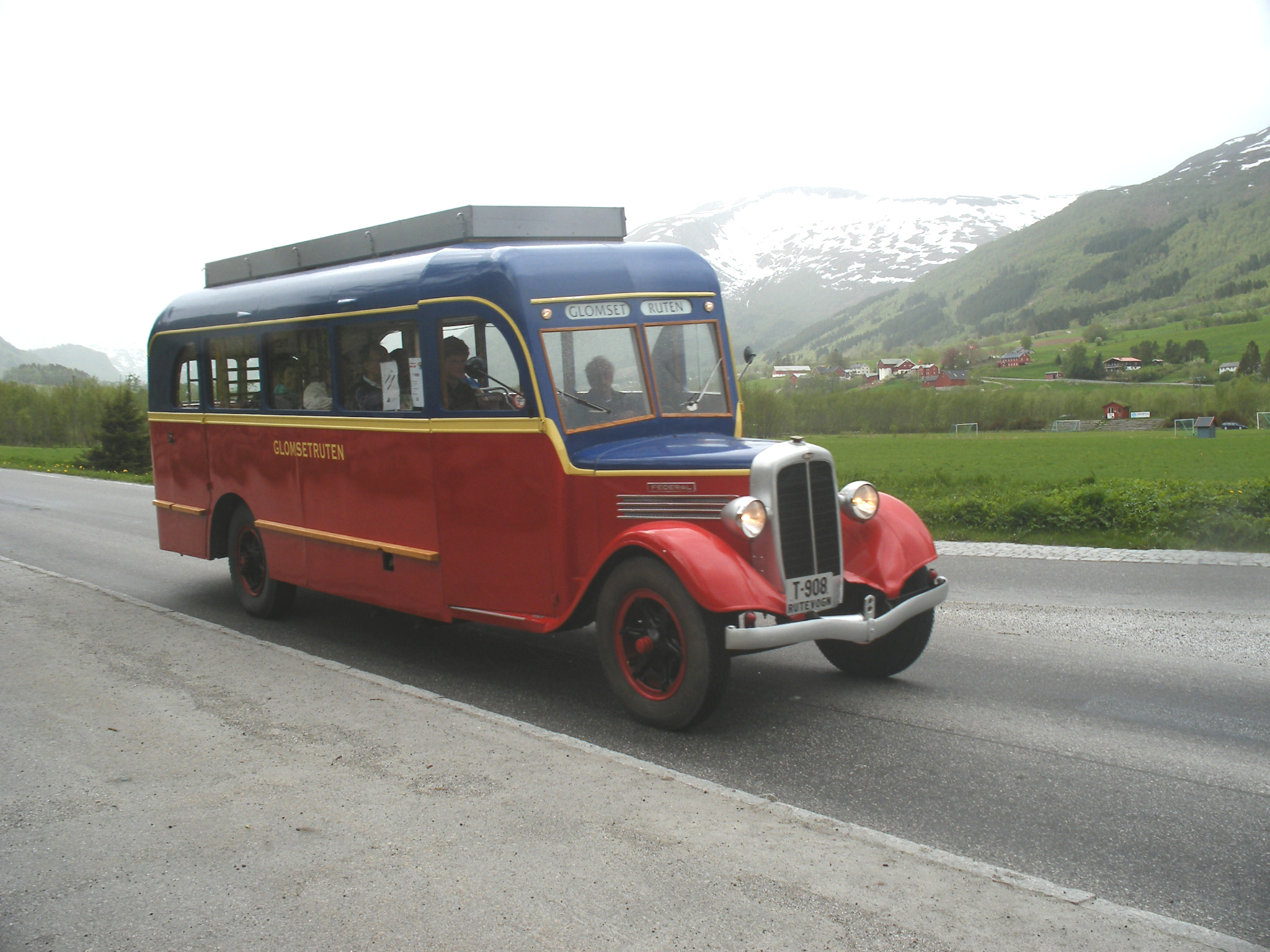
Omnibus

Federal Motor Truck Company war ein Hersteller von Nutzfahrzeugen aus den USA.

## Unternehmensgeschichte
Martin L. Pulcher gründete im Februar 1910 die Bailey Motor Truck Company in Detroit in Michigan. Im gleichen Jahr begann die Produktion von Lastkraftwagen. Der Markenname lautete Federal. Ende 1910 änderte sich die Firmierung in Federal Motor Truck Company.
1936 gab es ein zweites Werk in Windsor in Ontario, Kanada.
Ab 1952 ist Federal Motor Truck Division, Federal Fawick Corporation überliefert. Eine Quelle gibt dazu an, dass es eine Fusion des bisherigen Unternehmens mit der Fawick Airflex Company war, woraus die Federal Fawick Corporation entstand.
1955 kaufte Napco Industries das Unternehmen auf und führte es als Federal Motor Truck Company, Division Napco Industries fort. Der Sitz war nun in Minneapolis in Minnesota. 1959 endete die Produktion.

## Fahrzeuge
Die ersten Modelle hatten einen Vierzylindermotor von Continental, ein Dreiganggetriebe und zwei Ketten zur Hinterachse. Sie waren mit 1 Short ton Nutzlast angegeben. 1916 wurde der Kettenantrieb aufgegeben. Für das Jahr sind 1,5-Tonner und 3-Tonner überliefert. 1917 kam ein 5-Tonner und ein Jahr später ein 7-Tonner dazu.
1923 kamen Omnibusse dazu. Sie hatten einen Sechszylindermotor und boten wahlweise Platz für 18 oder 25 Personen. Zwischen 1924 und 1928 gab es Lkw mit Schiebermotor von Willys-Overland. Für 1934 sind Motoren von Continental, Hercules und Waukesha überliefert. Erst 1937 wurden Frontlenker eingeführt.
Das letzte Fahrzeug von März 1959 war ein Bus.

## Stückzahlen
Bereits im Mai 1913 wurde die Fertigstellung des tausendsten Fahrzeugs vermeldet. Bis 1923 waren es 27.017 und Anfang 1939 100.000. 1947 wurden 6020 Neuwagen in den USA zugelassen. 1954 sank die Zahl auf 874. Insgesamt entstanden etwa 160.000 Fahrzeuge.